# Dipendra do Nepal
Dipendra Bir Bikram Shah Dev (Catmandu, 27 de junho de 1971 – Catmandu, 4 de junho de 2001) foi rei do Nepal por apenas três dias, de 1 a 4 de junho de 2001, enquanto estava em coma no hospital. Se tornou chefe-de-estado após matar seu pai, o rei Birendra, e ficar mortalmente ferido num tiro suicida, no que ficou conhecido como o Massacre da Família Real do Nepal. Faria 30 anos apenas 23 dias depois de morrer.

## Biografia
Dipendra era o filho mais velho do rei Birendra e de sua esposa, a rainha Aishwarya, sendo, portanto, o Príncipe Herdeiro do Nepal. Tinha um irmão, Nirajan, e uma irmã, Shruti.
Foi educado no Eton College, na Inglaterra, onde tinha prestígio de bom estudante, sendo admirado tanto pelos professores, quanto por seus colegas de aula. De acordo com a agência de notícias Associated Press de 5 de junho de 2001, foi dispensado das aulas quando fez 18 anos e, de acordo com a tradição nepalesa, alcançou a condição de deus, ficando impedido de se mostrar adorando outro deus. Além disto, há relatos que ele tinha uma arma guardada em seu quarto na escola.
Depois de deixar o Eton College, frequentou a Universidade Tribhuvan, no Nepal, e mais tarde entrou na Real Academia Militar do Nepal.
Era conhecido por praticar artes marciais, sendo um mestre em caratê, e ser um exímio atirador com armas grandes.

## O massacre
Dipendra estava apaixonado por Devyani Rana, filha de um importante político, chamado Pashupati SJB Rana. No entanto, a família Rana era da classe C do clã Rana e, portanto, "considerada abaixo de seu status real", reportou o UOL em 1.º junho de 2017, quando se completavam 16 anos do massacre. De acordo com relatos oficiais, durante meses Dipendra tentou obter aprovação para seu casamento e, no dia do massacre, teria tido uma nova discussão com a mãe, que novamente havia negado a permissão. Na noite do dia 1.º de junho, durante um jantar com cerca de 20 pessoas no salão Tribhuvan Sadan, no palácio real de Narayanhiti, Dipendra teria bebido demais e tido uma desavença com um convidado, tendo então o pai pedido para ele se retirar.
Dipendra então teria ido até seu quarto, onde vestiu uma roupa militar, e voltado ao salão com uma Uzi, um fuzil de assalto M16 e uma pistola. Lá começou atirando para cima e depois alvejou o pai. Em seguida, abriu fogo contra todos que estavam no salão, matando até sua irmã. Sua mãe teria fugido para o jardim, mas Dipendra a seguiu. Seu irmão Nirajan teria tentado proteger a mãe, dizendo "mate então a mim". Dipendra então o alvejou com 17 tiros, antes de atirar na mãe. Dhirendra, o irmão mais novo do rei, neste momento teria pedido para ele parar e entregar as armas, mas também acabou alvejado. Só então Dipendra teria apontado uma arma para a própria cabeça e atirado. Ele sobreviveu em coma durante três dias e foi proclamado rei em seu leito hospitalar. Morreu por causa de seus ferimentos em 4 de junho e foi sucedido pelo tio, o príncipe Gyanendra do Nepal.
Ao todo, nove pessoas morreram no massacre que durou apenas dois minutos: Rei Birendra, Rainha Aishwarya, Príncipe Dipendra (irmão), Princesa Shruti (irmã) e seu marido, Príncipe Dhirendra (tio), duas irmãs do rei (tias) e o próprio Dipendra. Oficialmente, a motivação do crime nunca foi divulgada e, inicialmente, a Casa Real havia imposto uma espécie de "lei do silêncio" sobre o assunto, o que gerou diversas críticas.